# 吉富村
吉富村（よしとみむら）は、京都府船井郡にあった村。現在の南丹市八木町の北西部にあたる。

## 地理
- 山岳： 八幡山（鳥羽船岡）
- 河川： 桂川

## 歴史
- 1889年（明治22年）4月1日 - 町村制の施行により、鳥羽村・南広瀬村・大藪村・八木島村・玉ノ井村・池ノ内村・神田村・雀部村・室河原村・広垣内村・木原村の区域をもって発足。
- 1951年（昭和26年）4月1日 - 八木町に編入。同日吉富村廃止。

## 交通

### 鉄道路線
- 日本国有鉄道
  - 山陰本線
    - 吉富駅

### 道路
- 国道18号(現在の国道9号)

現在は旧村域に京都縦貫自動車道の八木東インターチェンジ・南丹パーキングエリア・八木西インターチェンジが所在するが、当時は未開通。